# Десюдепорт
Десюдепо́рт (фр. Le dessus-de-porte — то, что над дверью) — «декоративная панель, живописное панно, рельефная или иная композиция, расположенные над дверным проёмом и связанные с ним общим обрамлением. Такая композиция придаёт порталу, наличнику двери в интерьере монументальный, торжественный вид».

## История
Десюдепорты появились в итальянском искусстве XVI века, но сформировались в качестве элемента оформления дворцового интерьера во Франции в середине XVII века, в эпоху «большого стиля» короля Людовика XIV, соединявшего элементы классицизма и барокко. Самые изысканные образцы относятся к стилю французского Регентства и рококо XVIII столетия. Десюдепорты обрамляли золочёными лепными или резными рокайлями, а внутри размещали зеркала либо картины ведущих живописцев того времени: Франсуа Буше, Шарля-Жозефа Натуара, Шарля Андре Ван Лоо, как, например, в Отеле Субиз в Париже.
Заслуга французских художников — в развитии скульптурного десюдепорта. Резной аттик из дерева, украшающий внутренние двери помещения, приобрёл название à la française. Барочная живопись XVII—XVIII веков обогатила его новыми сюжетами, например, пасторальными и охотничьими сценами в творчестве Жана-Батиста Удри. Парадные интерьеры дворцов этого периода почти всегда включают в себя десюдепорты. Они также встречаются в интерьерах классицизма и периода эклектики, в дальнейшем использование элемента становится редким. Короткое возвращение десюдепорта можно наблюдать в интерьерах неоклассицизма. Тут живописное украшение над дверьми хранит верность мифологической тематике, иногда уступая место натюрморту.

## Галерея
- Зал Бурбонов. Интерьер Отеля Субиз в Париже. Архивная фотография
- Ф. Буше. Послушный пастух. 1738. Десюдепорт. Отель Субиз, Париж
- Десюдепорт Галереи Аполлона во дворце Лувра, Париж
- Проект портала (Триумфальной арки победам короля). 1629. М. Тавернье,  А. Босc
- Десюдепорт Белой столовой Большого Екатерининского дворца в Царском Селе. Архитектор Б. Ф. Растрелли
- Ж.-Б. С. Шарден. Атрибуты искусств. Десюдепорт. 1765. Холст, масло. Лувр, Париж